# Bursera permollis
Bursera permollis là một loài thực vật có hoa trong họ Burseraceae. Loài này được Standl. & Steyerm. mô tả khoa học đầu tiên năm 1944.